# 船橋市立八木が谷小学校
船橋市立八木が谷小学校（ふなばししりつ やぎがやしょうがっこう）は、千葉県船橋市八木が谷二丁目にある公立小学校。

## 出身者
- 前田信吾 (歯科医師・フリーランス講師)